# Robert Paltock
Robert Paltock (geboren am 16. Oktober 1697 in Little Hadham, Hertfordshire; gestorben am 20. März 1767 in London) war ein englischer Romanautor und Anwalt. Er ist bekannt durch den 1750 erschienenen utopischen Roman The Life and Adventures of Peter Wilkins, a Cornish Man, der als Vorläufer der Science-Fiction gilt.

## Leben
Paltock war der einzige Sohn von Thomas Paltock (gestorben 1701) und dessen Frau Anne. Als seine Mutter 1712 starb, war Robert erst 14 Jahre alt. Zu seinen Vormündern wurden Robert Nightingale und John Green aus Enfield bestellt. Ab 1709 besuchte er die Charterhouse School und begann 1714 eine Lehre als Anwaltsgehilfe am Clement’s Inn, einer der Londoner Anwaltskammern. Nach einer Erbschaft wurde er 1719 am Middle Temple zugelassen und 1722 Anwalt am Clement’s Inn. 1729 heiratete er die Kaufmannstochter Anna Skinner, mit der er vier Söhne und drei Töchter hatte.
Möglicherweise aufgrund finanzieller Schwierigkeiten wandte Paltock sich um 1748 der Schriftstellerei zu. 1749 schloss er einen Verlagsvertrag für den Druck von The Life and Adventures of Peter Wilkins ab. Der Roman erzählt in einer Rahmenhandlung die Abenteuer des Titelhelden, der in der Nähe des Südpols Schiffbruch erleidet und dort in eine unterirdische Welt findet, in die Bewohner mit Hilfe mechanischer Flügel fliegen können. Wilkins heiratet eine der Eingeborenen, gründet eine Familie, bringt den Bewohnern der unterirdischen Welt die Errungenschaften der Briten des 18. Jahrhunderts nahe und erfindet den Luftkrieg. Nach mehreren Jahrzehnten dort verwitwet, macht er sich auf den Heimflug nach England, wird vor Kap Hoorn abgeschossen, aber gerettet und erzählt auf der Fahrt nach England einem Mitpassagier seine Lebensgeschichte. Mit Sicht auf die englische Küste stirbt er. Es wurde vermutet, dass der Name des Protagonisten auf John Wilkins, Bischof von Chester, anspielt, der in Mathematical Magick 1648 die Möglichkeit erörterte, dass Menschen eines Tages fliegen könnten.
Die Erstausgabe von The Life and Adventures of Peter Wilkins ist auf 1751 datiert, erschien aber tatsächlich im November 1750, anonym, wobei die Widmung mit den Initialen R. P. signiert ist. 1751 erschien in Dublin ein Raubdruck, eine französische Übersetzung erschien 1763 und eine gekürzte deutsche Ausgabe 1767. 1783 erschien eine englische Neuauflage. Dennoch blieb der Roman lange Zeit relativ unbeachtet, erst im 19. Jahrhundert gewann er Popularität und die Bewunderung von Coleridge, Southey, Shelley, Leigh Hunt, Charles Lamb und anderen. Der Roman war zeitweise fast so bekannt wie seine beiden Vorläufer, Jonathan Swifts Gullivers Reisen und Daniel Defoes Robinson Crusoe, denen er in mancher Beziehung verpflichtet ist. Er wurde vielfach nachgedruckt, vollständig oder gekürzt, und als Pantomime und Theaterstück adaptiert. Heute gilt er als einer der Vorläufer des Science-Fiction-Romans.
Die Geschichte des Peter Wilkins blieb vermutlich Paltocks einziges veröffentlichtes literarisches Werk. Man hat den 1751 erschienenen Roman Memoirs of the life of Parnese Paltock zugeschrieben, aber außer den Autoreninitialen und der Widmung für Frances Mitchell, Ehefrau des Kommodore Matthew Mitchell und Cousin zweiten Grades von Paltock, spricht nichts für dessen Autorschaft.
1759 lebte Paltock mit seiner Frau in der Back Lane im Londoner Stadtbezirk Lambeth, vermutlich in bedrängten Umständen, obwohl seine Frau 1764 einen Besitz in Ryme Intrinsica in Dorset erbte, auf dem Paltock später bestattet wurde, wo sein zweitältester Sohn Chirurg und Apotheker war. Paltocks Frau starb am 14. Januar 1767, Paltock selbst am 20. März desselben Jahres im Alter von 69 Jahren in London.

## Bibliografie
- Erstausgabe: The Life and Adventures of Peter Wilkins, a Cornish Man: Relating Particularly, His Shipwreck Near the South Pole; His Wonderful Passage Thro’ a Subterranean Cavern into a Kind of New World; His There Meeting with a Gawry or Flying Woman, whose life he Preserv’d, and Afterwards Married her; His Extraordinary Conveyance to the Country of Glums and Gawrys, or Men and Women That Fly. Likewise a Description of this Strange Country, with the Laws, Customs, and Manners of its Inhabitants, and the Author’s Remarkable Transactions Among Them. Taken from his own Mouth, in his Passage to England, from off Cape Horn in America, in the Ship Hector. With an INTRODUCTION, Giving an Account of the Surprizing Manner of his Coming on Board that Vessel, and his Death on his Landing at Plymouth in the Year 1739. Illustrated with Several CUTS, Clearly and Distinctly Representing the Structure and Mechanism of the Wings of the Glums and Gawrys, and the Manner in Which They Use Them Either to Swim or Fly. By R S, a Passenger in the Hector. 2 Bde. Jacob Robinson and Robert Dodsley, London 1750.
- Aktuelle Ausgabe: The Life and Adventures of Peter Wilkins. Hrsg. von Christopher Bentley. Oxford University Press, London 1973.
- Deutsche Erstübersetzung: Die fliegenden Menschen oder Wunderbare Begebenheiten Peter Wilkins. Braunschweig 1767. Nachdruck: Sammlung Antares Bd. 6. Bleymehl, Fürth/Saarland 1964.
- Neuübersetzung: Leben und Abenteuer des Peter Wilkins aus Cornwall. Übersetzt von Hans J. Schütz. Klett-Cotta, Stuttgart 1989, ISBN 3-608-95566-6.